# Thymoites bellissimus
Thymoites bellissimus là một loài nhện trong họ Theridiidae.
Loài này thuộc chi Thymoites. Thymoites bellissimus được Ludwig Carl Christian Koch miêu tả năm 1879.